# Aurora (Nebraska)
Aurora es una ciudad ubicada en el condado de Hamilton en el estado estadounidense de Nebraska. En el Censo de 2010 tenía una población de 4479 habitantes y una densidad poblacional de 595,92 personas por km².

## Geografía
Aurora se encuentra ubicada en las coordenadas 40°51′50″N 98°0′25″O / 40.86389, -98.00694. Según la Oficina del Censo de los Estados Unidos, Aurora tiene una superficie total de 7.52 km², de la cual 7.5 km² corresponden a tierra firme y (0.24%) 0.02 km² es agua.

## Demografía
Según el censo de 2010, había 4479 personas residiendo en Aurora. La densidad de población era de 595,92 hab./km². De los 4479 habitantes, Aurora estaba compuesto por el 97.72% blancos, el 0.36% eran afroamericanos, el 0.25% eran amerindios, el 0.2% eran asiáticos, el 0% eran isleños del Pacífico, el 0.69% eran de otras razas y el 0.78% pertenecían a dos o más razas. Del total de la población el 2.39% eran hispanos o latinos de cualquier raza.